# L'Ambitieuse (film, 1959)
Pour les articles homonymes, voir L'Ambitieuse.
Pour plus de détails, voir Fiche technique et Distribution.
L'Ambitieuse est un film franco-italo-australien réalisé par Yves Allégret, sorti en 1959.

## Synopsis
En épousant Georges Rancourt, Dominique, d'origine modeste, a l'ambition de faire fortune. Elle décide son mari, faible et sentimental, de partir en Polynésie pour y exploiter des mines de phosphate.

## Fiche technique
- Titre original français : L'Ambitieuse
- Titre alternatif : Le Passager clandestin[1]
- Titre australien : The Restless and the Damned
- Réalisateur : Yves Allégret, assisté de Suzanne Bon et Claude Pinoteau
- Scénario : René Wheeler, d'après le roman Manganèse de François Ponthier
- Décorateur : Georges Wakhévitch
- Photographie : Karl Kayser
- Musique : Henri Crolla et André Hodeir
- Montage : Albert Jurgenson
- Son : Louis Hochet
- Cadreurs : Henri Persin et Louis Stein
- Maquillage : Georges Bouban
- Producteur : Robert Dorfmann pour Silvers-Films et les Films Chrysaor (Paris), Flora (Rome), Atel (Sydney), Sud Pacifique Film (Papeete)
- Producteur délégué : Paul-Edmond Decharme
- Directeur de production : Henri Jaquillard
- Tournage : du 2 octobre 1958 au 7 février 1959
- Procédé : Eastmancolor
- Distributeur : Corona
- Pays de production :  France
- Genre : Drame psychologique
- Durée : 95 minutes
- Date de sortie : 
  - France : 14 octobre 1959
- Visa d'exploitation : 21 361[1]
- Affiche : Jouineau Bourduge (France)

## Distribution
- Andréa Parisy : Dominique Rancourt
- Edmond O'Brien : Bucaille
- Richard Basehart : Georges Rancourt
- Nicole Berger : Claire Rancourt
- Jean Marchat : Albert Rancourt
- Nigel Lovell : André
- Denise Vernac : Mme Albert Rancourt
- Reginald Lye : Matthews
- Pierre Brice : ?

## Tournage
Le film a été tourné en Polynésie française, à Makatea et Papeete et dans les studios de Boulogne-Billancourt rue de Silly.